# اورهو پلتونن
اورهو پلتونن (فنلاندی: Urho Peltonen؛ ۱۵ ژانویه ۱۸۹۳ – ۴ مه ۱۹۵۰) پرتاب‌گر نیزه اهل فنلاند بود.
وی در مسابقات کشوری و بین‌المللی در مجموع برندهٔ ۱ مدال نقره، ۱ مدال برنز شده‌است.